# Всемирный день улыбки

Смайлик — улыбка

Всемирный день улыбки — международный неофициальный праздник улыбок. Праздник отмечается каждый год в первую пятницу октября и 25 июля, а c 1980 года — также 12 апреля.

## История всемирного дня улыбки
История возникновения праздника тесно связана с художником из Соединённых Штатов Америки Харви Боллом. В 1963 году к нему обратились представители американской страховой фирмы «State Mutual Life Assurance Company of America» с просьбой придумать какой-либо запоминающийся логотип — визитную карточку компании. Художник практически сразу предложил свою разработку, за которую и получил от заказчиков 50 долларов. То, что предложил Харви Болл представителям компании «State Mutual Life Assurance Company of America» было тем, что нынче практически любой пользователь интернета безошибочно назовёт смайликом. Компания изготовила бейджи с логотипом и раздала их своим сотрудникам. Успех был таким грандиозным, что уже спустя несколько месяцев улыбающиеся рожицы красовались не только на визитках и бейджах компании, а буквально повсюду, начиная от спичечных коробков. В Соединённых Штатах даже была выпущена почтовая марка со смайликом.
Болл был счастлив, как может быть счастлив творческий человек, который осознал, что его произведения надолго переживут его самого. В одном из интервью, художник сказал:

«Никогда ещё в истории человечества и искусства не было ни одной работы, которая бы, распространившись столь широко, приносила столько счастья, радости и удовольствия. Не было ничего, сделанного так просто, но ставшего понятным всем.»

А в 1999 году по инициативе художника впервые был отпразднован «Всемирный день улыбки». Энтузиаст праздника предполагал, что этот день непременно должен быть посвящён хорошему настроению.

## Подробная история смайлика
Смайликами (от англ. smile — улыбка) в Интернете называют значки, составленные из знаков препинания, букв и цифр, обозначающие какие-то эмоции. У смайлика есть автор: впервые жёлтую улыбающуюся рожицу нарисовал американский художник Харви Болл.
В начале 1960-х в Америке начался процесс слияния крупных страховых компаний. Процесс шёл болезненно и начал сказываться на так называемой корпоративной морали сотрудников. Иными словами, неуверенность служащих в завтрашнем дне сделала их более раздражительными, растерянными и грустными.
Представители компании State Mutual Life Assurance Cos. of America решили поднять «боевой дух» своих сотрудников, то есть «заставить» служащих улыбаться всякий раз, когда они встречаются с клиентами, подходят к телефону или работают с документами.
Для достижения цели решено было провести не совсем обычную рекламную акцию, для которой нужен был яркий запоминающийся символ, и в декабре 1963 года страховщики пришли к Харви Боллу.
Как позже признался Болл, на всю разработку у него ушло не более 10 минут. За работу ему заплатили 45 долларов, и это была вся прибыль, которую Болл когда-либо получал за смайлик: он даже не хотел регистрировать его как торговую марку, не защищал своё авторское право и, по словам его сына, Чарльза Болла (Charles Ball), никогда не жалел об этом: «Он не умел обращаться с деньгами. Он имел обыкновение говорить: „Эй, я могу одновременно есть только один бифштекс и не могу одновременно управлять несколькими автомобилями“».
Первый смайлик был прикреплён к булавке, то есть, сделан в виде значка и выдан служащим и клиентам компании.
Значки со смайликами имели успех. Они настолько понравились клиентам и агентам State Mutual Life Assurance Cos. of America, что компания вскоре заказала 10 тысяч таких значков.
Но известным всему миру смайлик стал лишь в 1970-е годы, когда двое братьев из Испании придумали для смайлика слоган «Have a Happy Day».
Улыбка с таким девизом сразу стала хитом, и вскоре смайлик появился на эмблемах, открытках, футболках и бейсболках — одним словом, на всём, что может быть быстро продано.
Естественно, об авторском праве никто и не задумывался, а Почтовая служба США даже выпустила марку со смайликом Болла.
В 1971 году французский предприниматель по имени Франклин Лоуфрани (Franklin Loufrani) зарегистрировал улыбающееся лицо как торговую марку в более чем 80 странах. Лоуфрани утверждал, что это он изобрёл символ в 1968 году в Париже.
Лоуфрани основал корпорацию Smiley Licensing и за несколько лет сколотил приличное состояние по всему миру, обходя стороной Соединённые Штаты.
Болл не стал предъявлять иск к Лоуфрани, но нашлись и другие «деятели», которые утверждали, что это они изобрели смайлик. В конце концов, уставший от всего этого Болл зарегистрировал свою версию улыбки, в которую включил свои инициалы.
Болл любил делать пафосные заявления о своём изобретении: «Никогда ещё в истории человечества и искусства не было ни одной работы, которая бы, распространившись столь широко, приносила столько счастья, радости и удовольствия. Не было ничего, сделанного так просто, но ставшего понятным всем».
Будучи уже пожилым человеком, Харви Болл окончательно определил свою миссию на Земле — он видел себя в качестве Международного посла счастья и даже придумал праздник — 1 октября — Международный День Улыбки (World Smile Day).
Он считал, что это должен быть день, «посвящённый хорошему настроению и добрым делам», и проходить под лозунгом «Творите добро. Помогите одной улыбке».
Болл, очевидно, был счастливым человеком. Его дети утверждают, что он никогда не испытывал злобы и ненависти к тем, кто незаконно распространяет миллионы созданных им изображений.
Он умер 12 апреля 2001 года в возрасте 79 лет.
Основанную Харви Боллом «Корпорацию мировой улыбки» (World Smile Corporation) возглавляет его сын Чарльз, который внимательнейшим образом следит за тем, кем и как используется марка: «Наша миссия создавать, продавать и лицензировать продукцию под маркой Harvey Ball Signature Smiley».
Подпись Харви Болла гарантирует подлинность изделия. Но что действительно важно — вся прибыль, произведённая World Smile Corporation после уплаты налогов, идёт на благотворительную деятельность. «Мы помогаем детям во всем мире. Никакая другая корпорация, использующая смайлики, не делает этого».